# Mathias Duplessy
Mathias Duplessy (28 oktober 1972) is een Franse multi-instrumentalist en componist. Zijn stijl mengt "etnische" instrumenten met akoestische gitaren, strijkinstrumenten, fluiten en zang.

## Biografie
Als autodidactisch muzikant had hij interesse in klassieke muziek en begon hij op zesjarige leeftijd gitaar te spelen. Op zijn achttiende werd hij vertrouwd met de flamenco en begon hij op te treden en begeleidde als gitarist artiesten uit de Franse en internationale scene.
Behalve de gitaar beoefent Duplessy ook Mongoolse boventoonzang en morin khuur: een Mongoolse paardenkopviool.
Duplessy componeerde allerlei eigen projecten, zoals 'Duplessy en de drie violen van de wereld', waar hij wordt begeleid door Guo Gan (果敢), een Chinese erhu-speler, Sabir Khan, een Indiase sarangi-speler, evenals de Mongoolse muzikant Enkhjargal Dandarvaanchig (of Enkh Jargal) die morin khuur en Mongoolse boventoonzang beoefent.
Begin 2016 bracht hij een nieuw album uit: Crazy Horse, mede gecomponeerd door de Mongoolse zanger/muzikant Enkhjargal Dandarvaanchig. Beiden voeren ze de stukken uit begeleid door Guo Gan en Aliocha Regnard op de nyckelharpa.

## Films
Mathias Duplessy heeft verschillende muziekvideo's geregisseerd, en een korte film genaamd L'Arbre. Met een tiental speelfilms op zijn naam, werkt hij regelmatig in Mumbay, India, in Frankrijk, in Marokko of voor de Russische cinema. Ook schreef hij muziek voor animatiefilms.
In 2007 ondernam hij samen met het CNRS en omroep ARTE een compositie voor de serie Les Expéditions d'Arte, gecoproduceerd door Gedeon-programma's en het CNC. In 2023 produceerde hij de credits voor de Arte-documentairereeks La Chine, Rêves et Cauchemars.

## Klassieke muziek
Gepassioneerd door Ravel, Stravinsky en Gismonti, componeert hij regelmatig stukken voor gitaar of kamermuziek die worden gespeeld door klassieke concertartiesten of voor hedendaagse dans.

## Samenwerkingen
Mathias Duplessy speelt ook samen met zijn vrouw Sophia Charaï voor wie hij twee albums produceerde en componeerde.
Duplessy produceert, regisseert, arrangeert, componeert en neemt op voor uiteenlopende artiesten als Jérémy Jouve, les Mouettes, Dikes, Bevinda, Ameth Male, Enzo Enzo, Nicola Tescari, Shakara, Shankar Mahadevan, Ranjit Barot, Armand Amar, Silvia Malagugini, Nadéah, Mukhtiyar Ali, Debout sur le Zinc, Monica Passos, Nico Morelli, Omar Pene en Sarah Alexander.

## Reclame
Duplessy produceerde een honderdtal commercials voor Frankrijk en Marokko.

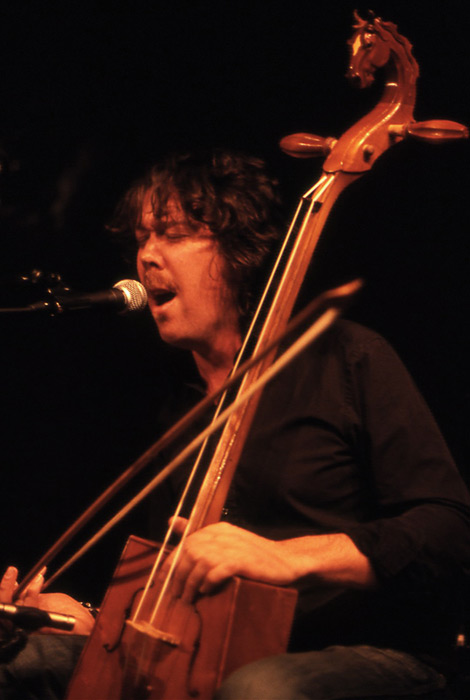
Mathias Duplessy in concert in 2011.

## Discografie
- 2001: Le Fil, met Dikès (Le Rideau Rouge)
- 2002: Poe’s sessions, met Bussy (Night and Day)
- 2003: Vers la mer, met Les Mouettes (JMS en Sony)
- 2003: The Raven, met Bussy (Night and Day)
- 2003: Mouja, met Sophia Charaï (Mélodie)
- 2004: Mystère, met Silvia Malagugini (Buda Musique en Mélodie)
- 2004: Laanamayo, met Ameth Male (Lutetia Productions)
- 2005: Luz, met Bevinda (Harmonia Mundi)
- 2005: Ze Film, met B.O. (Wagram Music)
- 2006: Otoubro live, met Bévinda (Mélodie)
- 2006: Under water, met Lili (Sony)
- 2006: Unfolkettable, met Nico Morelli (Cristal Record en Abeille Musique)
- 2008: Public tunes/private song, (Absilone en Socadisc)
- 2008: B.O. Aspettando il sole, Cam édition
- 2008: L'Hermite voyageur, met Duplessy Trio, (Apsilone en Socadisc)
- 2010: Marco Polo, met Duplessy et les trois violons du monde (Absilone en Socadisc)
- 2010: Pichu, met Sophia Charaï (Universal sept)
- 2010: Têtue, met Enzo Enzo (Naïve)
- 2010: Djolo, met Dikès
- 2012: My Mongolia, met Absilone Duplessy
- 2014: Fanny re
- 2015: Cavalcade, met Jérémy Jouve (Absilone en Socadisc)
- 2016: Crazy horse, met Duplessy et les trois violons du monde (Absilone)
- 2016: Blue Nomada, met Sophia Charaï (Socadisc)
- 2020: Brothers of string, met Duplessy et les trois violons du monde (Absilone)

### Bioscoop
- 2002: Mona Saber door Abdelhai Laraki
- 2007: Ze film door Guy Jacques, Europacorp
- 2008: Wake up Morocco door Narjiss Nejjar
- 2009: Mascarades van Lyes Salem
- 2009: Bombay Summer door Joseph Mathew
- 2009: The Fakir of Venice door Anand Surapur
- 2010: Peepli Live door Anusha Rizvi
- 2011: Delhi in a day door Prashant Nair
- 2014: Vie sauvage door Cedric Kahn
- 2014: Finding Fanny door Homi Adajania
- 2014: L'Oranais door Lyes Salem
- 2016: Laal Rang door Syed Ahmed Afzal

### Televisie
Tv-series
- 2011: Mouk door François Narboux (France 5 en Disney Junior)
- 2012: Emilie door Sandra Derval
- 2014: Mouk door Francois Narboux seizoen 2 (France 5)
- 2017: Pirata en Capitano door François Narboux (France 5)
- 2017: Les Sisters van Luc Vinciguera (M6)
- 2022: Edmond et Lucy door François Narboux (France 5)

## Documentaires
- 1996: Art et consommation door Philippe Simon
- 1996: Bernard Piffaretti door Philippe Simon
- 1996: Les salons de peintures de D. Diderot door Philippe Simon
- 2004: Brigade Nature
- 2006: Effet de Serre door J. Mascolo
- 2006: Mercure, Mensonges et vérités door Daniel Serre
- 2007: Edgar Morin, un penseur planétaire door Jeanne Masolo
- 2007: Les Expéditions d'Arte, serie van 15 films
- 2007: Un nouvel El dorade door Thierry Piantanida
- 2007: Un monde en sursis door Thierry Piantanida
- 2007: Demain, un monde sans glace ? door Thierry Piantanida
- 2007: Amazonie du Soja door M. Dubroca
- 2008: Game Reserve door Daniel Serre
- 2008: Les griffes du Ranthambore door Daniel Serre
- 2008: Costa Rica, un succès durable ? door Sandrine Dumas Roy
- 2008: Allez Plus Haut door Jeanne Mascolo
- 2009: Outyos, des tigres et des hommes door Jean Afanassieff
- 2009: Les Damnés door Jean-Paul Mari
- 2009: À qui appartient l'Irak door par Marc Berdugo
- 2010: Amyu, l'Armée des hommes guêpes door Jérome Reynaud
- 2010: Peuple et croyances de Sibérie door Jean Afanassieff
- 2010: Et vogue la Volga door Marc Mopty
- 2011: La Brigade door Cécile Allegra
- 2011: Rajasthan, L'âme d'un Prophête door Benoît Ségur
- 2013: Victimes de la bombe atomique française door Christine Bonnet en Jean Philippe Desbordes
- 2013: Aux enfants de la bombe door Christine Bonnet en Jean-Philippe Desbordes
- 2013: Dayana mini marché door Floriane Devigne
- 2013: Juifs et Musulmans, si loin si proches door Karim Miské
- 2015: Nos mères nos daronnes door Marion Stalens en Bouchera Azzouz
- 2015: Du fer a la finance l'empire Wendel door Patrick Benkel
- 2016: Italie et Mafia Le Pacte sanglant door Cécile Allegra en Mario Amura
- 2016: Les migrants ne savent pas nager door Jean-Paul Mari en Franck Dhelens
- 2016: Électricité, le montant de la facture door Cécile Allegra en Patrick Dedole
- 2017: Revenantes door Marion Stalens
- 2017: La bleuite, l'autre guerre d'Algérie door Jean-Paul Mari
- 2017: Démographie door Daniel Serre
- 2018: On nous appelait Beurettes door Bouchera Azzouz
- 2018: Libye, anatomie d'un crime door Cécile Allegra
- 2020: Congrès de Tours - 1920: la naissance des deux gauches door Philippe Saada
- 2020: La Puissance de l'arbre avec Ernst Zürcher door Anna Duval en Jean-Pierre Duval
- 2021: À la recherche de la musique de l'Antiquité door Bernard George
- 2022: Le Chant des vivants door Cécile Allegra
- 2022: Algériennes en France: l'héritage door Bouchera Azzouz
- 2023: La Chine, Rêves et Cauchemars door Karim Miské, Ilana Navaro en Pierre Singaravélou